# Cantone di Guillaumes
Il Cantone di Guillaumes era una divisione amministrativa dell'arrondissement di Nizza.
A seguito della riforma approvata con decreto del 24 febbraio 2014, che ha avuto attuazione dopo le elezioni dipartimentali del 2015, è stato soppresso.

## Composizione
Comprendeva 9 comuni:
- Beuil
- Châteauneuf-d'Entraunes
- Daluis
- Entraunes
- Guillaumes
- Péone
- Villeneuve-d'Entraunes
- Saint-Martin-d'Entraunes
- Sauze